# Павлов, Иван Геннадьевич
Иван Геннадьевич Павлов — гвардии младший сержант Вооружённых Сил Российской Федерации, участник антитеррористических операций в период Второй чеченской войны, погиб при исполнении служебных обязанностей во время боя 6-й роты 104-го гвардейского воздушно-десантного полка у высоты 776 в Шатойском районе Чечни.

## Биография
Иван Геннадьевич Павлов родился 23 февраля 1966 года в деревне Осьянка Марёвского района Новгородской области. После окончания средней школы поступил в Новгородский строительный техникум. В 1984—1986 годах проходил службу в Вооружённых Силах СССР. Демобилизовавшись, жил в Новгороде, работал строителем, пожарным. 5 октября 1999 года Павлов на контрактной основе поступил на службу в Вооружённые Силы Российской Федерации. Был направлен механиком-водителем в 4-ю роту 104-го гвардейского воздушно-десантного полка.
С началом Второй чеченской войны в составе своего подразделения гвардии младший сержант Иван Павлов был направлен в Чеченскую Республику. Принимал активное участие в боевых операциях. С конца февраля 2000 года 6-я рота дислоцировалась в районе населённого пункта Улус-Керт Шатойского района Чечни, на высоте под кодовым обозначение 776, расположенной около Аргунского ущелья. 29 февраля — 1 марта 2000 года десантники приняли здесь бой против многократно превосходящих сил сепаратистов — против всего 90 военнослужащих федеральных войск, по разным оценкам, действовало от 700 до 2500 боевиков, прорывавшихся из окружения после битвы за райцентр — город Шатой. Вместе со всеми своими товарищами он, прорвавшийся с четырнадцатью товарищами к бойцам 6-й роты, отражал ожесточённые атаки боевиков Хаттаба и Шамиля Басаева, не дав им прорвать занимаемые ротой рубежи. В разгар боя гвардии младший сержант Иван Геннадьевич Павлов был убит. Погибли также ещё 83 его сослуживца.
Похоронен на Петровском кладбище в городе Великом Новгороде.
Указом Президента Российской Федерации гвардии младший сержант Иван Геннадьевич Павлов посмертно был удостоен ордена Мужества.

## Память
- Бюст Павлова установлен в селе Марево Новгородской области.
- Мемориальная доска установлена в храме Александра Невского в Великом Новгороде.
- Имя Павлова увековечено на Мемориале участникам локальных вооружённых конфликтов в Великом Новгороде.